# Mahmud Gawan
Khwadja Imad al-Din Mahmud Gawan (1411-1482) fou un ministre bahmànida que va exercir del 1458 al 1482.
Als 43 anys (1444) es va establir a Bidar procedent del Gilan on la seva família havia ocupat altes funcions fins a caure en desgràcia. Va arribar per vaixell al port de Dabul i es va dirigir a Bidar (ciutat) amb la idea de fer-se deixeble de Shah Muhibb Allah, el fill del famós santó d'origen persa Shah Nimat Allah al-Kirmani, que s'havia establert a la ciutat feia anys. Per alguna causa va atreure l'atenció del sultà Ala al-Din Ahmad II (1436-1458) que el va nomenar per un càrrec menor i el va enviar a reprimir la revolta d'un parent, Djalal Khan, a Nalgunda. Els rebels van combatre desordenadament i es van acabar rendint a Mahmud a canvi que aquest intercedís davant el sultà per salvar la vida. Aquesta fou la seva primera tasca de mediació que després va repetir moltes vegades al llarg de la vida.
El 1458 Ala al-Din Humayun (458-1461) va succeir a Ahmad II. El nou sultà va nomenar Mahmud Gawan com a primer ministre i li va donar el títol de Malik al-Tujjar (príncep dels mercaders). Humayun va morir tres anys després i el va succeir el seu fill gran Nizam al-Din Ahmad III (1461-1463) sota un consell de regència designat per testament, format per Mahmud Gawan, Khwadja-i Djahan Turk i la reina vídua Makdhuma Djahan Nergis Begam (aquesta seria la presidenta amb vot decisori). Aquesta regència es va allargar tot el regnat d'Ahmad III que no va durar ni dos anys, i el del seu successor Shams al-Din Muhammad III (1463-1482).
Durant el breu regant d'Ahmad III es va lliurar una guerra contra Kapilashwar d'Urisa (Orissa) que havia envaït el Dècan aprofitant la minoria del sultà i fou rebutjat havent de pagar una indemnització; també es va enfrontar la segona invasió de Mahmud Shah I Khalji de Malwa (1461; la primera s'havia produït el 1453) que va derrotar els bahmànides a Maheskar a la riba del Manjar atacant tot seguit Bidar. La reina regent, mare del sultà infant, va enviar un exèrcit manat per Mahmud Gawan i al mateix temps va demanar ajut a Mahmud Shah I Begra Gudjarati (Baykara) Saif al-Din, sultà de Gujarat. Com que Mahmud no podia combatre els dos exèrcits al mateix temps, es va retirar cap a Malwa.
El 1466 una conspiració va posar fi a la vida de Khwadja-i Djahan Turk, seguida de la retirada de la reina vídua. Mahmud Gawan va rebre llavors tot el poder i el títol de Khwadja Djahan. Llavors va signar un tractat d'amistat amb Malwa seguint la seva habitual norma de conciliació. El 1470/1471 dues faccions dels rages gajapatis es van enfrontar a Jajnagar, la capital d'Orissa (Urisa) i un dels bàndols va cridar en ajut als bahmànides. Mhamud va enviar a Malik Hasan Bahri (que anys després va fundar la dinastia nizamshàhida d'Ahmadnagar). Malik va instal·lar al tron al seu protegit, que era el pretendent legítim, i com a compensació va annexionar Kondavidu i Rajamandri.
La següent etapa fou el control dels territoris dels Ghats Occidentals. Goa, bahmànida des dels primers anys de la dinastia, havia passat a mans de Vijayanagar feia poc temps; i alguns caps locals del Konkan impedien de vegades el pas de vaixells bahmànides que navegaven cap al golf d'Aden. En una sèrie de campanyes que van durar tres anys (1469-1472) es va apoderar de la fortalesa de Sangameshwar i finalment va marxar sobre Goa on va entrar l'1 de febrer de 1472. L'estat anava llavors del golf de Bengala a l'est fins al golf d'Aden a l'oest.
Llavors Mahmud es va ocupar d'altres afers: va organitzar el cadastre a tot el país, registrant els drets de propietat, i va dividir el regne a efectes administratius en vuit atraf (plural tarafa) o províncies (abans quatre) amb terres en cadascuna sota directa autoritat del sultà com a domini reial i la resta concedit en feu; els kiladars o comandants de les fortaleses serien responsables directes davant el govern central, i els posseïdors de jagirs haurien de retre comptes (això va afablir als jagirdars i als magnats provincials que abans tenien un poder absolut).
Mahmud formava part de la facció nobiliària dels afiki (nous vinguts); les altres faccions eren els dakhnis (decanis o indígenes) i els habshi (africans). Mahmud va establir que les faccions mantindrien un equilibri quant a llocs importants.
En aquest temps es va rebel·lar la regió de Kondavidu i el raja gajapati Purushottam d'Orissa va envair el sultanat i va avançar fins al riu Godavari, en ajut dels rebels, però fou completament derrotat. També cal destacar la visita oficial que va fer a Bidar (ciutat) Adil Khan Faruki, sultà de Khandesh, que va tenir com a resultat l'exportació de la moneda bahmànida a Khandesh i que el nom del sultà de Bidar fou esmentat a la khutba a Burhanpur, la capital de Khandesh, el que implicava una submissió.
El desembre de 1481 el sultà Muhammad III va fer una expedició contra Nellur i Kanchi (Conjiverum o Conjeeveram) i es va preparar una conspiració contra Mahmud Gawan al campament reial establert a Kondapalli o Mustafanagar (avui al districte de Khrishna a Andhra Pradesh). La conspiració estava dirigida per Malik Hasan Bahri Nizam al-Mulk, cap dels afiki; els conspiradors van obtenir l'adhesió del secretari habshi de Mahmud, que va posar el segell del ministre en una carta fabricada pels complotadors suposadament dirigida al raja d'Orissa al que es deixava entendre que el moment era favorable per envair Dècan. La carta fou mostrada al sultà i aquest va cridar al ministre i el va fer executar immediatament acusat de traïció (5 d'abril de 1481) quan tenia 73 anys.
Va deixar diverses obres, entre les quals en destaquen dues: Manazir al-insha i Riyad al-insha, que són un manual d'estil i un recull de cartes, sent aquesta especialment valuosa per les informacions històriques que aporta.